# Інал
Інал — бухта в Туапсинському курортному районі на Чорноморському узбережжі Росії між селищами Джубга і Архіпо-Осипівка.
Названа за іменем князя Інала.